# Stohastika
Stohastičke simulacije, pojednostavljeno napisano, prikazuju stvarnu varijabilnost kartirane regionalizirane varijable u podzemlju. Ako se simulacija naziva i uvjetnom podrazumijeva se da su mjereni podatci u potpunosti poštovani. Simulacije pružaju vizualnu i kvantitativnu mjeru nesigurnosti vezanu uz varijablu koja se procjenjuje. Postoje i inačice koje koriste sekundarnu varijablu, a nazivaju se "kosimulacijama" (poput kokriginga).
Glavna razlika između determinističkih procjena (poput kriginga) i stohastičkih procjena je u broju rješenja. Krigingom se dobiva samo jedna karta, koja se smatra najboljom i jedinstvenom u statističkom smislu, ali na kojoj se ne mogu očitati globalni statistički parametri (histogram, varijanca, kovarijanca). Karta dobivena krigingom korisna je za opažanje varijacija i trendova u ponašanju ulaznih podataka, no ne pruža dooljno podataka da bi se potpuno opisala lokalna varijabilnost podataka (npr. "varijanca" kriginga ne mora imati Gaussovu raspodjelu pogreške).
Simulacije su, poput metode kriginga, smatraju metoda za lokalnu procjenu (engl. "local estimators"). No za razliku od determinističkog kriginga, na simuliranim rješenjima mogu se očitati globalno ponašanje mjerenih vrijednosti te njihova (ponovno globalna) statistika opisana histogramom i kovarijancom. Stoga se simulacije upotrebljavaju kada se želi prikazati lokalna varijabilnost na mreži svih ulaznih podataka, te na taj način povezati ponašanje promatrane varijable u različitim dijelovima kartiranog područja. 
Simulacijom se može izračunati (dobiti) bilo koji broj statistički jednako vjerojatnih realizacija (karata), a svaka od njih matematički je jednako "točna". No, kada se promotre sve zajedno (npr. njih 100), lako je odrediti područja s najvećim lokalnim razlika svake od njih pojedinčano, odnosno to su područja najveće lokalne promjene ili nesigurnosti u procjeni. 
Simulacije se mogu temeljiti na nekoliko pravila (koja se mogu promatrati zajednički ili pojedinačno, ovisno o vrsti odabrane simulacije):
1. Uvjetna simulacija poštuje mjerenje podatke;
2. Bezuvjetna simulacija ne poštuje mjerene vrijednosti, već isključivo prikazuje globalnu statistiku kartirane varijable (histogram, variogram itd.);
3. Simulirana varijabla može biti kategorička ili kontinuirana;
4. Kategoričke varijable mogu biti simulirane tako da poštuju određeni geometrijski uzorak (objektne simulacije);
5. Kontinuirane varijable mogu biti simulirane tako da poštuju određeni model kovarijanci;
6. Varijable mogu biti simulirane kroz postupak optimizacije koji uključuje i dodatne podatke koje opisuju njihovo ponašanje (kosimulacije).
Modeliranje ležišta, kao česti primjer uporabe stohastičkih simulacija, proces je koji sadrži određene nesigurnosti te je zato stohastički pristup s nizom realizacija često najprimjereniji postupak. Naravno, nije moguće prikazati sva rješenja, nego se treba odlučiti za jedno ili nekoliko njih koja će primjereno prikazivati prostornu distribuciju modeliranog svojstva. Odaberemo li realizaciju P50, 50% rješenja će biti manje, a 50% rješenja veće od odabrane realizacije. Takva realizacija je onda statistički reprezentativno „srednje ili prosječno“ rješenje. Po istome kriteriju P5 je realizacija koja predstavlja minimalno moguće rešenje, a P 95 maksimalno. Realizacije P25 i P75 odgovaraju statističkim veličinama nazvanim kvartilima.
Broj realizacija jednostavno određuje detaljnost kartiranja nesigurnosti. Što je veći broj realizacija, mogu se bolje kartirati promjene u statistički dopuštenom intervalu nesigurnosti, ali veći broj realizacija (100 i više) ima smisla raditi jedino na dovoljno velikom ulaznom skupu mjerenja. Kod manjega broja mjerenja (<15 podataka) nesigurnosti u prostoru između točaka toliko su velike da njihovo detaljno kartiranje jednostavno nema smisla. Tada se, ako se načini manje od 10 realizacija, dobiva brzi uvid u glavna područja (ćelije) u kojima su promjene vrijednosti najveće u različitim realizacijama. Takav uvid nam omogućava da lako odredimo područja najveće nesigurnosti u rješenjima. S 50 realizacija pokriveno je oko 66% statistički moguće nesigurnosti kartirane varijable (interval 1 standardne devijacije), sa 100 realizacija kartirano je 95% moguće nesigurnosti (2 standardne devijacije), dok je s 200 realizacija kartirano 99% nesigurnost (3 standardne devijacije).